# Viêm dạ dày ruột
Viêm dạ dày ruột hoặc tiêu chảy nhiễm trùng (tiếng Anh: gastroenteritis) là một tình trạng viêm nhiễm đường tiêu hóa liên quan đến cả dạ dày và ruột non. Nó gây ra hỗn hợp vừa tiêu chảy, nôn mửa, đau bụng và chuột rút. Hệ quả là sốt, thiếu năng lượng và mất nước có thể xảy ra, và có thể kéo dài ít hơn 2 tuần. Viêm dạ dày ruột đã được gọi là viêm dạ dày và virus dạ dày. Mặc dù không liên quan đến cúm, nó cũng đã được gọi nhầm là cúm dạ dày và bệnh cúm dạ dày.
Viêm dạ dày ruột thường do virus gây ra. Tuy nhiên, vi khuẩn, ký sinh trùng và nấm cũng có thể gây viêm dạ dày ruột. Ở trẻ em, virus rota là nguyên nhân phổ biến nhất gây ra bệnh nặng. Ở người lớn, norovirus và Campylobacter là những nguyên nhân phổ biến. Ăn thực phẩm chế biến không đúng cách, uống nước bị ô nhiễm hoặc tiếp xúc gần với người bị nhiễm bệnh có thể lây bệnh. Việc điều trị nói chung là giống nhau khi có hoặc không có chẩn đoán xác định, vì vậy thường không cần xét nghiệm để xác nhận.
Phòng ngừa bệnh bao gồm việc rửa tay bằng xà phòng, uống nước sạch, cho trẻ bú mẹ thay vì dùng sữa công thức  và xử lý chất thải của con người đúng cách. Thuốc chủng ngừa virus rota được khuyến cáo để phòng ngừa cho trẻ em. Điều trị bằng cách uống đủ nước. Đối với các trường hợp nhẹ hoặc trung bình, điều này thường có thể đạt được bằng cách uống dung dịch bù nước (kết hợp nước, muối và đường). Ở những trẻ đang bú mẹ, nên tiếp tục cho trẻ bú mẹ. Đối với những trường hợp nặng hơn, có thể cần truyền dịch qua đường tĩnh mạch. Chất dịch cũng có thể được cung cấp bằng ống thông mũi dạ dày. Nên bổ sung kẽm ở trẻ em. Thuốc kháng sinh thường là không cần thiết. Tuy nhiên, thuốc kháng sinh được khuyên dùng cho trẻ nhỏ bị sốt và tiêu chảy ra máu.
Trong năm 2015, có hai tỷ ca viêm dạ dày ruột, dẫn đến 1,3 hàng triệu ca tử vong trên toàn cầu. Trẻ em và những nước đang phát triển bị ảnh hưởng nhiều nhất. Năm 2011, có khoảng 1,7 hàng tỷ vụ, dẫn đến khoảng 700.000 trẻ em dưới 5 tuổi tử vong. Ở các nước đang phát triển, trẻ em dưới hai tuổi thường mắc sáu lần nhiễm trùng trở lên mỗi năm. Chứng bệnh này ít phổ biến hơn ở người lớn, một phần do sự phát triển của khả năng miễn dịch.

## Dấu hiệu và triệu chứng

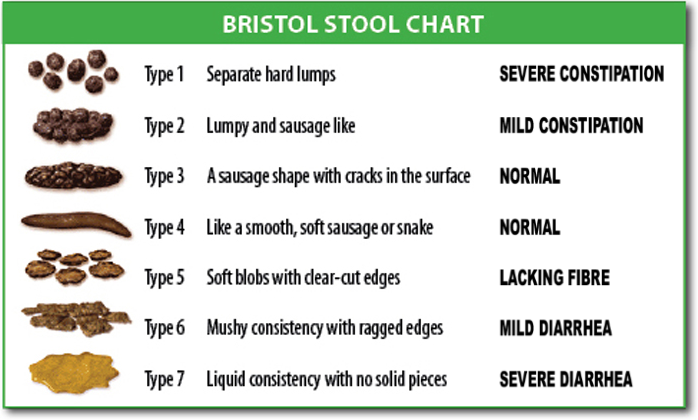
Biểu đồ phân Bristol

Viêm dạ dày ruột thường bao gồm cả tiêu chảy và nôn mửa. Đôi khi, chỉ có một trong hai triệu chứng hiện diện. Điều này có thể kèm theo đau quặn bụng. Các dấu hiệu và triệu chứng thường bắt đầu từ 12–72 giờ sau khi nhiễm tác nhân lây nhiễm. Nếu do virus, tình trạng này thường khỏi trong vòng một tuần. Một số bệnh nhiễm trùng do virus cũng liên quan đến sốt, mệt mỏi, đau đầu và đau cơ. Nếu phân có máu, nguyên nhân ít có khả năng là do vi rút  và nhiều khả năng là do vi khuẩn. Một số bệnh nhiễm trùng do vi khuẩn gây ra đau bụng dữ dội và có thể kéo dài trong vài tuần.
Trẻ em bị nhiễm virus rota thường hồi phục hoàn toàn trong vòng ba đến tám ngày. Tuy nhiên, ở các nước nghèo, việc điều trị các bệnh nhiễm trùng nặng thường không khả quan và tình trạng tiêu chảy kéo dài rất phổ biến. Mất nước là một biến chứng phổ biến của bệnh tiêu chảy. Có thể nhận ra tình trạng mất nước nghiêm trọng ở trẻ em nếu màu da và vị trí da phục hồi chậm khi bị ấn vào. Điều này được gọi là "quá trình bơm đầy mao mạch kéo dài" và "tình trạng rối loạn da kém". Hơi thở bất thường là một dấu hiệu khác của tình trạng mất nước nghiêm trọng. Nhiễm trùng lặp lại thường thấy ở những nơi có điều kiện vệ sinh kém và suy dinh dưỡng. Nếu bệnh kéo dài trong một thời gian, kết quả có thể là tăng trưởng còi cọc và chậm phát triển nhận thức.
Viêm khớp phản ứng xảy ra ở 1% số người sau khi nhiễm các loài Campylobacter. Hội chứng Guillain – Barré xảy ra 0,1%. Hội chứng tan máu urê huyết (HUS) có thể xảy ra do nhiễm các loài Escherichia coli hoặc Shigella sinh ra độc tố Shiga. HUS gây ra số lượng tiểu cầu thấp, chức năng thận kém và số lượng hồng cầu thấp (do sự phân hủy của chúng). Trẻ em dễ bị HUS hơn người lớn. Một số bệnh nhiễm trùng do virus có thể tạo ra các cơn co giật lành tính ở trẻ sơ sinh.

## Nguyên nhân
Virus (đặc biệt là virus rota) và vi khuẩn Escherichia coli và các loài Campylobacter là những nguyên nhân chính gây viêm dạ dày ruột. Tuy nhiên, có nhiều tác nhân truyền nhiễm khác có thể gây ra hội chứng này bao gồm ký sinh trùng và nấm. Đôi khi có thể thấy các nguyên nhân không lây nhiễm, nhưng ít có khả năng hơn là nguyên nhân do vi rút hoặc vi khuẩn. Nguy cơ nhiễm trùng cao hơn ở trẻ em do trẻ chưa có khả năng miễn dịch. Trẻ em cũng có nguy cơ mắc bệnh cao hơn vì chúng ít có thói quen vệ sinh tốt. Trẻ em sống ở những khu vực không dễ dàng tiếp cận với nước và xà phòng đặc biệt dễ có nguy cơ nhiễm bệnh.

### Virus
Rotavirus, norovirus, adenovirus, và astrovirus được biết là nguyên nhân gây viêm dạ dày ruột do virus. Rotavirus là nguyên nhân phổ biến nhất của viêm dạ dày ruột ở trẻ em, và tạo ra giá tương tự trong cả phát triển và đang phát triển. Vi rút gây ra khoảng 70% các đợt tiêu chảy nhiễm trùng ở nhóm tuổi trẻ em. Rotavirus là một nguyên nhân ít phổ biến hơn ở người lớn do khả năng miễn dịch có được. Norovirus là nguyên nhân trong khoảng 18% tổng số ca bệnh.
Norovirus là nguyên nhân hàng đầu của bệnh viêm dạ dày ruột ở người lớn ở Mỹ, gây ra hơn 90% các đợt bùng phát. Những dịch bệnh địa phương này thường xảy ra khi các nhóm người dành thời gian ở gần nhau, chẳng hạn như trên tàu du lịch, trong bệnh viện và trong nhà hàng. Mọi người có thể vẫn bị lây nhiễm ngay cả khi đã hết tiêu chảy. Norovirus là nguyên nhân của khoảng 10% trường hợp mắc bệnh ở trẻ em.

### Vi khuẩn

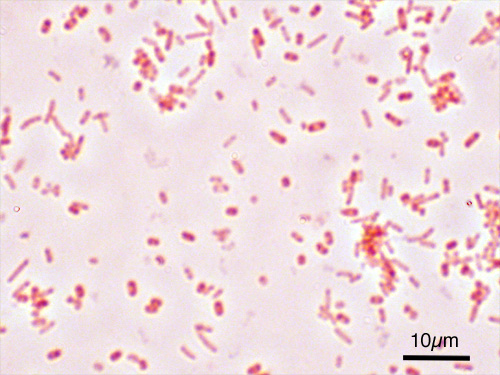
Salmonella enterica serovar Typhimurium (ATCC 14028) được nhìn thấy bằng kính hiển vi ở độ phóng đại 1000 lần và sau khi nhuộm Gram.

Ở các nước phát triển, Campylobacter jejuni là nguyên nhân chính gây viêm dạ dày ruột do vi khuẩn, với một nửa số trường hợp này có liên quan đến việc tiếp xúc với gia cầm. Ở trẻ em, vi khuẩn là nguyên nhân trong khoảng 15% trường hợp, với các loại phổ biến nhất là Escherichia coli, Salmonella, Shigella và các loài Campylobacter. Nếu thực phẩm bị nhiễm vi khuẩn và để ở nhiệt độ phòng trong khoảng thời gian vài giờ, vi khuẩn sẽ sinh sôi và làm tăng nguy cơ nhiễm trùng ở những người tiêu thụ thực phẩm. Một số thực phẩm thường liên quan đến bệnh tật bao gồm thịt, thịt gia cầm, hải sản và trứng sống hoặc nấu chưa chín; mầm sống; sữa chưa tiệt trùng và pho mát mềm; và nước trái cây và rau. Ở các nước đang phát triển, đặc biệt là châu Phi cận Sahara và châu Á, bệnh tả là nguyên nhân phổ biến của bệnh viêm dạ dày ruột. Nhiễm trùng này thường được truyền qua nước hoặc thực phẩm bị ô nhiễm.
Độc tố Clostridium difficile là nguyên nhân quan trọng gây tiêu chảy xảy ra thường xuyên hơn ở người cao tuổi. Trẻ sơ sinh có thể mang những vi khuẩn này mà không phát triển các triệu chứng. Đây là nguyên nhân phổ biến gây tiêu chảy ở những người nhập viện và thường xuyên liên quan đến việc sử dụng kháng sinh. Tiêu chảy nhiễm trùng do tụ cầu vàng cũng có thể xảy ra ở những người đã sử dụng kháng sinh. " Tiêu chảy du lịch " cấp tính thường là một loại viêm dạ dày ruột do vi khuẩn, trong khi dạng dai dẳng thường là do ký sinh trùng. Thuốc ức chế axit dường như làm tăng nguy cơ nhiễm trùng đáng kể sau khi tiếp xúc với một số sinh vật, bao gồm cả các loài Clostridium difficile, Salmonella và Campylobacter. Nguy cơ cao hơn ở những người dùng thuốc ức chế bơm proton so với thuốc kháng H2.

### Ký sinh
Một số ký sinh trùng có thể gây viêm dạ dày ruột. Giardia lamblia là phổ biến nhất, nhưng Entamoeba histolytica, Cryptosporidium spp., Và các loài khác cũng có liên quan. Theo một nhóm, những tác nhân này chiếm khoảng 10% các trường hợp ở trẻ em. Giardia xảy ra phổ biến hơn ở các nước đang phát triển, nhưng loại bệnh này có thể xảy ra ở hầu hết mọi nơi. Nó xảy ra phổ biến hơn ở những người đã đến các khu vực có tỷ lệ mắc bệnh cao, trẻ em đi giữ trẻ ban ngày, nam giới quan hệ tình dục đồng giới và sau các thảm họa.

### Truyền bệnh
Sự lây truyền có thể xảy ra khi uống nước bị ô nhiễm hoặc khi mọi người dùng chung đồ vật cá nhân. Chất lượng nước thường xấu đi trong mùa mưa và dịch bệnh bùng phát nhiều hơn vào thời điểm này. Ở những vùng có bốn mùa, bệnh nhiễm trùng phổ biến hơn vào mùa đông. Trên thế giới, việc trẻ bú bình với bình sữa được vệ sinh không đúng cách là một nguyên nhân đáng kể. Tỷ lệ lây truyền cũng liên quan đến vệ sinh kém, (đặc biệt là ở trẻ em), ở các hộ gia đình đông con, và ở những người có tình trạng dinh dưỡng kém. Người lớn đã phát triển miễn dịch vẫn có thể mang một số sinh vật mà không biểu hiện triệu chứng. Vì vậy, người lớn có thể trở thành ổ chứa tự nhiên của một số bệnh. Trong khi một số tác nhân (chẳng hạn như Shigella) chỉ xảy ra ở động vật linh trưởng, những tác nhân khác (chẳng hạn như Giardia) có thể xảy ra ở nhiều loại động vật.

### Không lây nhiễm
Có một số nguyên nhân không lây nhiễm gây viêm đường tiêu hóa. Một số loại phổ biến hơn bao gồm thuốc (như NSAID), một số loại thực phẩm như lactose (ở những người không dung nạp) và gluten (ở những người bị bệnh celiac). Bệnh Crohn cũng là một nguồn không lây nhiễm của bệnh viêm dạ dày ruột (thường nặng). Bệnh thứ phát do độc tố cũng có thể xảy ra. Một số tình trạng liên quan đến thực phẩm có liên quan đến buồn nôn, nôn mửa và tiêu chảy bao gồm: ngộ độc xì gà do tiêu thụ cá săn mồi bị ô nhiễm, scombroid liên quan đến việc ăn một số loại cá hư hỏng, ngộ độc tetrodotoxin do ăn cá nóc cùng những người khác và ngộ độc thịt điển hình là do thực phẩm bảo quản không đúng cách.
Tại Hoa Kỳ, tỷ lệ sử dụng phòng cấp cứu cho bệnh viêm dạ dày ruột không do nhiễm trùng đã giảm 30% từ năm 2006 đến năm 2011. Trong số hai mươi tình trạng phổ biến nhất được thấy ở khoa cấp cứu, tỷ lệ viêm dạ dày ruột không do nhiễm trùng có số lượt khám giảm nhiều nhất trong khoảng thời gian đó.

## Sinh lý bệnh
Viêm dạ dày ruột được định nghĩa là nôn mửa hoặc tiêu chảy do viêm ruột non hoặc ruột già, thường là do nhiễm trùng. Những thay đổi trong ruột non thường là không viêm, trong khi những thay đổi ở ruột già là viêm. Số lượng mầm bệnh cần thiết để gây ra nhiễm trùng thay đổi từ ít nhất là một (đối với Cryptosporidium) đến nhiều nhất là 108 (đối với Vibrio cholerae).

## Chẩn đoán
Viêm dạ dày ruột thường được chẩn đoán trên lâm sàng, dựa trên các dấu hiệu và triệu chứng của một người. Thường không cần xác định nguyên nhân chính xác vì nó không làm thay đổi việc quản lý tình trạng bệnh.
Tuy nhiên, cấy phân nên được thực hiện ở những người có máu trong phân, những người có thể đã bị ngộ độc thực phẩm và những người mới đi du lịch đến các nước đang phát triển. Nó cũng có thể thích hợp ở trẻ em dưới 5 tuổi, người già và những người có chức năng miễn dịch kém. Thử nghiệm chẩn đoán cũng có thể được thực hiện để giám sát. Vì hạ đường huyết xảy ra ở khoảng 10% trẻ sơ sinh và trẻ nhỏ, nên đo đường huyết ở nhóm đối tượng này. Các chất điện giải và chức năng thận cũng nên được kiểm tra khi có lo ngại về tình trạng mất nước nghiêm trọng.

### Mất nước
Việc xác định xem người đó có bị mất nước hay không là một phần quan trọng của đánh giá, với tình trạng mất nước thường được chia thành các trường hợp nhẹ (3–5%), trung bình (6–9%) và nặng (≥10%). Ở trẻ em, các dấu hiệu chính xác nhất của tình trạng mất nước vừa hoặc nặng là tình trạng đầy mao mạch kéo dài, da kém săn chắc và thở bất thường. Các phát hiện hữu ích khác (khi sử dụng kết hợp) bao gồm mắt trũng sâu, giảm hoạt động, thiếu nước mắt và khô miệng. Một lượng nước tiểu bình thường và lượng nước uống vào là yên tâm. Xét nghiệm trong phòng thí nghiệm ít có lợi ích lâm sàng trong việc xác định mức độ mất nước. Vì vậy, việc sử dụng xét nghiệm nước tiểu hoặc siêu âm nói chung là không cần thiết.

### Chẩn đoán phân biệt
Nguyên nhân tiềm năng khác của dấu hiệu và triệu chứng mà bắt chước những triệu chứng của viêm dạ dày ruột mà cần phải được loại trừ bao gồm viêm ruột thừa, xoắn ruột, bệnh viêm ruột, nhiễm trùng đường tiết niệu, và đái tháo đường. Suy tuyến tụy, hội chứng ruột ngắn, bệnh Whipple, bệnh celiac và lạm dụng thuốc nhuận tràng cũng nên được xem xét. Việc chẩn đoán phân biệt có thể hơi phức tạp nếu người bệnh chỉ có biểu hiện nôn mửa hoặc tiêu chảy (thay vì cả hai).
Viêm ruột thừa có thể biểu hiện kèm theo nôn mửa, đau bụng và tiêu chảy một lượng nhỏ lên đến 33% trường hợp. Điều này trái ngược với tiêu chảy số lượng lớn là điển hình của bệnh viêm dạ dày ruột. Nhiễm trùng phổi hoặc đường tiết niệu ở trẻ em cũng có thể gây nôn mửa hoặc tiêu chảy. Nhiễm toan ceton do đái tháo đường cổ điển (DKA) có biểu hiện đau bụng, buồn nôn và nôn, nhưng không có tiêu chảy. Một nghiên cứu cho thấy 17% trẻ em bị DKA được chẩn đoán ban đầu là bị viêm dạ dày ruột.

## Phòng bệnh

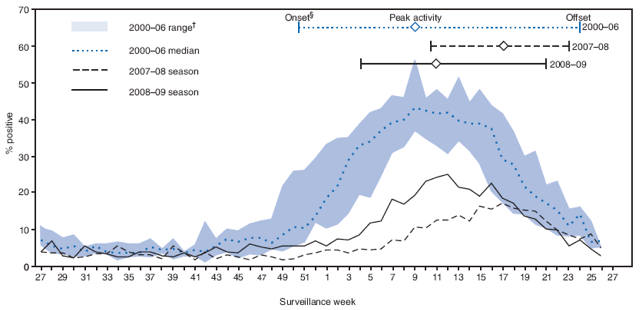
Tỷ lệ phần trăm xét nghiệm virus rota cho kết quả dương tính, theo tuần giám sát, Hoa Kỳ, tháng 7 năm 2000 - tháng 6 năm 2009.

### Phong cách sống
Nguồn cung cấp nước không bị ô nhiễm dễ tiếp cận và thực hành vệ sinh tốt là rất quan trọng để giảm tỷ lệ nhiễm trùng và viêm dạ dày ruột có ý nghĩa lâm sàng. Các biện pháp cá nhân (chẳng hạn như rửa tay bằng xà phòng) đã được phát hiện làm giảm tỷ lệ viêm dạ dày ruột ở cả thế giới đang phát triển và phát triển xuống tới 30%. Gel chứa cồn cũng có thể có hiệu quả. Nên tránh thực phẩm hoặc đồ uống bị ô nhiễm. Việc cho con bú là quan trọng, đặc biệt là ở những nơi có vệ sinh kém, cũng như việc cải thiện vệ sinh nói chung. Sữa mẹ làm giảm cả tần suất nhiễm trùng và thời gian mắc bệnh.

### Tiêm chủng
Do tính hiệu quả và an toàn của nó, vào năm 2009, Tổ chức Y tế Thế giới đã khuyến nghị rằng vắc-xin vi-rút rota nên được cung cấp cho tất cả trẻ em trên toàn cầu. Hiện có hai loại vắc-xin rota thương mại và một số loại vắc-xin khác đang được phát triển. Ở Châu Phi và Châu Á, những loại vắc-xin này đã làm giảm bệnh nặng ở trẻ sơ sinh  và các quốc gia áp dụng chương trình tiêm chủng quốc gia đã chứng kiến sự giảm tỷ lệ và mức độ nghiêm trọng của bệnh. Vắc xin này cũng có thể ngăn ngừa bệnh tật ở trẻ em không được tiêm chủng bằng cách giảm số lượng bệnh nhiễm trùng lưu hành. Kể từ năm 2000, việc thực hiện chương trình tiêm chủng vi rút rota ở Hoa Kỳ đã làm giảm đáng kể 80% số ca tiêu chảy. Liều vắc-xin đầu tiên nên được tiêm cho trẻ sơ sinh từ 6 đến 15 tuần tuổi. Thuốc chủng ngừa bệnh tả uống đã được chứng minh là có hiệu quả từ 50-60% trong 2 năm.

## Quản lý
Viêm dạ dày ruột thường là bệnh cấp tính và tự giới hạn, không cần dùng thuốc. Phương pháp điều trị ưu tiên ở những người bị mất nước nhẹ đến trung bình là liệu pháp bù nước bằng đường uống (ORT). Đối với trẻ em có nguy cơ mất nước do nôn mửa, dùng một liều duy nhất của thuốc chống nôn trớ metoclopramide hoặc ondansetron, có thể hữu ích, và butylscopolamine hữu ích trong điều trị đau bụng.

### Bù nước
Phương pháp điều trị chính của bệnh viêm dạ dày ruột ở cả trẻ em và người lớn là bù nước. Điều này tốt hơn là đạt được bằng cách uống dung dịch bù nước, mặc dù có thể phải truyền tĩnh mạch nếu giảm mức độ ý thức hoặc nếu mất nước nghiêm trọng. Uống các sản phẩm trị liệu thay thế được làm từ cacbohydrat phức hợp (tức là những sản phẩm làm từ lúa mì hoặc gạo) có thể tốt hơn so với những sản phẩm dựa trên đường đơn. Đồ uống đặc biệt có nhiều đường đơn, chẳng hạn như nước ngọt và nước trái cây, không được khuyến khích cho trẻ em dưới 5 tuổi vì chúng có thể làm tăng tiêu chảy. Có thể sử dụng nước lọc nếu không có các chế phẩm ORT cụ thể hơn hoặc người đó không muốn uống chúng. Có thể dùng ống thông mũi dạ dày cho trẻ nhỏ để truyền dịch nếu được bảo đảm. Ở những người cần truyền dịch qua đường tĩnh mạch, thời gian từ 1 đến 4 giờ là đủ.

### Ăn kiêng
Trẻ sơ sinh bú sữa mẹ nên tiếp tục được bú theo cách thông thường và trẻ bú sữa công thức tiếp tục sữa công thức ngay sau khi bù nước bằng ORT. Các công thức không chứa lactose hoặc giảm lactose thường không cần thiết. Trẻ em nên tiếp tục chế độ ăn bình thường trong thời gian bị tiêu chảy, ngoại trừ thức ăn có nhiều đường đơn nên tránh. Chế độ ăn BRAT (chuối, gạo, sốt táo, bánh mì nướng và trà) không còn được khuyến khích nữa, vì nó chứa không đủ chất dinh dưỡng và không có lợi hơn chế độ ăn bình thường.
Một số chế phẩm sinh học đã được chứng minh là có lợi trong việc giảm cả thời gian bị bệnh và số lần đi đại tiện. Chúng cũng có thể hữu ích trong việc ngăn ngừa và điều trị tiêu chảy do kháng sinh. Các sản phẩm sữa lên men (chẳng hạn như sữa chua) cũng có lợi tương tự. Bổ sung kẽm có hiệu quả trong việc điều trị và ngăn ngừa tiêu chảy ở trẻ em ở các nước đang phát triển.

### Thuốc chống nôn
Thuốc chống nôn có thể hữu ích để điều trị nôn trớ ở trẻ em. Ondansetron có một số tiện ích, với một liều duy nhất có thể giúp giảm nhu cầu truyền dịch vào tĩnh mạch, ít nhập viện hơn và giảm nôn mửa. Metoclopramide cũng có thể hữu ích. Tuy nhiên, việc sử dụng ondansetron có thể làm tăng tỷ lệ trở lại bệnh viện ở trẻ em. Việc chuẩn bị tiêm tĩnh mạch của ondansetron có thể được dùng bằng đường uống nếu có quyết định lâm sàng. Dimenhydrinate, trong khi làm giảm nôn mửa, dường như không có lợi ích lâm sàng đáng kể.

### Thuốc kháng sinh
Thuốc kháng sinh thường không được sử dụng cho bệnh viêm dạ dày ruột, mặc dù đôi khi chúng được khuyến cáo nếu các triệu chứng đặc biệt nghiêm trọng  hoặc nếu một nguyên nhân vi khuẩn nhạy cảm được phân lập hoặc nghi ngờ. Nếu sử dụng kháng sinh, macrolide (chẳng hạn như azithromycin) được ưu tiên hơn là fluoroquinolone do tỷ lệ kháng thuốc cao hơn. Viêm đại tràng giả mạc, thường do sử dụng kháng sinh, được quản lý bằng cách ngừng tác nhân gây bệnh và điều trị bằng metronidazole hoặc vancomycin. Vi khuẩn và động vật nguyên sinh có thể điều trị được bao gồm Shigella  Salmonella typhi, và các loài Giardia. Ở những người mắc các loài Giardia hoặc Entamoeba histolytica, điều trị bằng tinidazole được khuyến khích và ưu việt hơn metronidazole. Tổ chức Y tế Thế giới (WHO) khuyến cáo sử dụng kháng sinh ở trẻ nhỏ vừa bị tiêu chảy ra máu vừa bị sốt.

### Thuốc chống co giật
Thuốc chống co giật có nguy cơ gây biến chứng trên lý thuyết và mặc dù kinh nghiệm lâm sàng cho thấy điều này khó xảy ra, không khuyến khích sử dụng những thuốc này ở những người bị tiêu chảy ra máu hoặc tiêu chảy phức tạp do sốt. Loperamide, một chất tương tự opioid, thường được sử dụng để điều trị triệu chứng tiêu chảy. Tuy nhiên, Loperamid không được khuyến cáo ở trẻ em vì nó có thể vượt qua hàng rào máu não chưa trưởng thành và gây độc. Bismuth subsalicylate, một phức hợp không hòa tan của bismuth và salicylate hóa trị ba, có thể được sử dụng trong các trường hợp nhẹ đến trung bình, nhưng về mặt lý thuyết có thể có độc tính của salicylate.